# 청담역
청담(제일성형외과병원)역(Cheongdam(Cheil Orthopedic Hospital)Station, 淸潭驛)은 서울특별시 강남구 청담동에 있는 서울 지하철 7호선의 지하철역이다. 인근에 한국금거래소가 있다. 이 역부터 석남역까지 지하 구간이다. 심야에 2편성이 주박한다.

## 역사
- 2000년 8월 1일: 서울 지하철 7호선 신풍역~건대입구역 구간 개통으로 영업 개시
- 2008년 8월 1일 : 청담(한국금거래소)로 역명 변경 (한시적 병기)
- 2016년 8월 31일: 청담(한국금거래소)역에서 청담(제일정형외과병원)역으로 역명변경

## 역 구조
승강장은 2면 3선의 쌍섬식 승강장을 가진 지하역이며, 스크린도어가 설치되어 있다. 지하 1층에 맞이방(대합실)과 역무실, 교통카드 충전·발매기와 개찰구,지하 2층에 승강장이 있다. 평소에는 양 끝 가장자리의 2개 선로만 사용하며, 예비 열차나 주박 열차만이 중앙 선로를 사용한다. 청담동과 삼성동 주민들의 요청에 따라 국내 단일(무환승)철도역으로는 가장많은 출입구인 14개를 가지며 대합실(맞이방) 또한 660m 정도로 매우 길어졌다.

### 5678 장터 열차
청담역의 주박용 중간 선로에서 5678 장터 열차를 운영했다. 장터 열차는 서울 지하철 6호선의 신내차량사업소에서 출고돼 태릉입구역에 있는 연결 선로를 이용해 7호선 청담역까지 이동했다. 각 지방 자치 단체 농민 생산자들이 직접 판매한 농산물 직거래 장터를 열차 내에 개설한 것으로, 매주 화요일과 수요일, 목요일 3일간 오후 3시부터 오후 8시까지 열렸다. 2012년 9월 28일에 종료되었다.
장터열차 종료 후 중선의 경우, 예비 열차나 주박 열차만이 사용하고 있다.

### 승강장
| 자양(뚝섬한강공원) ↑ |
| 하 \| 상 \|          |
| ↓ 강남구청           |

| 상행 | ● 서울 지하철 7호선 | 건대입구 · 상봉(한국열린사이버대학교)·태릉입구 · 노원 · 도봉산 · 장암 방면 |
| 하행 | ● 서울 지하철 7호선 | 강남구청 · 논현 · 고속터미널 · 대림(구로구청)·온수(성공회대입구)·석남 방면 |

## 역 주변
- 강남구청
- 강남구청소년회관
- 강남세무서
- 경기고등학교
- 봉은중학교
- 서울봉은초등학교
- 판타지오
- 내가네트워크
- 서울정애학교
- 영동대교
- 청담대교
- 진흥아파트
- 청담1파출소
- 청담2파출소
- 청담공원
- 강남구보건소
- 코엑스
- 삼성동아이파크
- ● 서울 지하철 9호선 봉은사역 방면
- ● 서울 지하철 9호선 삼성중앙역 방면

## 이용객 변동
2000년 자료는 개통일인 2000년 8월 1일부터 12월 31일까지인 153일 기준으로 환산한 것이다.
| 노선  | 노선   | 일평균 인원수 (명/일) | 일평균 인원수 (명/일) | 일평균 인원수 (명/일) | 일평균 인원수 (명/일) | 일평균 인원수 (명/일) | 일평균 인원수 (명/일) | 일평균 인원수 (명/일) | 일평균 인원수 (명/일) | 일평균 인원수 (명/일) | 일평균 인원수 (명/일) | 각주  |
| 노선  | 노선   | 2000년                | 2001년                | 2002년                | 2003년                | 2004년                | 2005년                | 2006년                | 2007년                | 2008년                | 2009년                | 각주  |
| ----- | ------ | --------------------- | --------------------- | --------------------- | --------------------- | --------------------- | --------------------- | --------------------- | --------------------- | --------------------- | --------------------- | ----- |
| 7호선 | 승차   | 14,060                | 18,621                | 20,472                | 21,456                | 21,619                | 22,232                | 23,215                | 23,520                | 24,004                | 24,383                | [ 3 ] |
| 7호선 | 하차   | 15,518                | 20,977                | 23,287                | 24,612                | 24,836                | 26,023                | 27,017                | 27,676                | 28,319                | 28,405                | [ 3 ] |
| 7호선 | 승하차 | 29,578                | 39,598                | 43,759                | 46,068                | 46,455                | 48,255                | 50,232                | 51,196                | 52,323                | 52,788                | [ 3 ] |
| 노선  | 노선   | 2010년                | 2011년                | 2012년                | 2013년                | 2014년                | 2015년                | 2016년                | 2017년                |                       |                       | [ 3 ] |
| 7호선 | 승차   | 25,233                | 26,234                | 26,167                | 24,830                | 24,307                | 21,933                | 20,965                | 20,207                |                       |                       | [ 3 ] |
| 7호선 | 하차   | 29,227                | 30,308                | 29,994                | 28,322                | 27,523                | 25,185                | 24,284                | 23,304                |                       |                       | [ 3 ] |
| 7호선 | 승하차 | 54,460                | 56,542                | 56,161                | 53,153                | 51,830                | 47,118                | 45,249                | 43,511                |                       |                       | [ 3 ] |

## 인접한 역
| 서울 지하철 7호선                | 서울 지하철 7호선   | 서울 지하철 7호선      |
| -------------------------------- | ------------------- | ---------------------- |
| 728 자양(뚝섬한강공원) 장암 방면 | ● 서울 지하철 7호선 | 730 강남구청 석남 방면 |